# Marginulinopsis
Marginulinopsis es un género de foraminífero bentónico de la subfamilia Lenticulininae, de la familia Vaginulinidae, de la superfamilia Nodosarioidea, del suborden Lagenina y del orden Lagenida. Su especie tipo es Cristellaria bradyi. Su rango cronoestratigráfico abarca desde el Jurásico hasta la Actualidad.

## Clasificación
Se han descrito numerosas especies de Marginulinopsis. Entre las especies más interesantes o más conocidas destacan:
- Marginulinopsis bradyi
- Marginulinopsis phragmites
- Marginulinopsis riga

Un listado completo de las especies descritas en el género Marginulinopsis puede verse en el siguiente anexo.